# Nouage plat

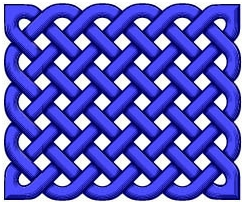
Paillet rectangulaire

Un nouage plat est un nouage réalisé en 2 dimensions (surface) pouvant adopter plusieurs géométries (cercle, rectangle, bande, polygone, triangle, autre...). Les nouages plats ont pour premier usage la protection du bois d'une embarcation contre les coups répétés des objets durs tels que les poulies en mouvement ou des frottements important. Ces nouages peuvent être constitués de un ou plusieurs brins suivant l'objectif recherché (esthétique, forme, résistance, dimension...).
Ces nouages sont traditionnellement réalisés avec des cordages usagés ou abîmés. Parmi les nouages plats on trouve les badernes, paillets, les tresses plates ou encore les bonnets turcs réalisés à plat (alors qu'ils sont cylindriques normalement).
Leurs formes diverses et leur variabilité en ont fait un nouage de prédilection pour les arts décoratifs (paillasson, dessous de plat, set de table, chemin de table, décoration murale, pendentif, bracelet...).

## Caractéristiques
Les nouages plats se caractérisent avant tout par leur réalisation qui ne nécessite que de suivre un chemin sur un plan. Ces nouages ne sont pas prévus pour réaliser des recouvrements de volumes comme le bonnet turc ou les pommes (famille de nœuds sphériques dont le membre le plus connu est la pomme de touline).
Les nouages plats respectent généralement le principe d'entrelacement dessus/dessous pour constituer des ensembles solidaires (on parle de verrouillage).
Un nombre de tours (passes) plus ou moins important suivant l'effet recherché vient compléter le nouage et lui donner un aspect "tapis".
La construction peut être fermée (tout espace est supprimé par le serrage progressif du nouage) ou ajouré (des espaces sont laissés entre les croisements pour donner de la souplesse à l'ensemble, augmenter la surface du nouage et permettre une meilleure vision des motifs). Contrairement à ce que l'on pourrait imaginer, il est plus difficile d'obtenir une forme régulière avec un nouage ajouré. en effet, les brins doivent être correctement positionnés sinon l'œil repère immédiatement les défauts.
Enfin, les nouages plats se caractérisent par la présence de symétrie dans le nouage et d'unités répétées un certain nombre de fois pour constituer l'ensemble.

## Géométrie

### Bande
Parmi les nouages plats, on trouve les tresses ainsi que les badernes. De par leur structure, ces nouages adoptent une forme linéaire qui peut être prolongée dans l'axe de la longueur de manière infinie.
|  | La baderne Océane est la référence. Il s'agit d'un nœud simple dont on a étendu les anses au niveau de l'entrelacement avant de les croiser avec une vrille d'un demi-tour puis fixées entre elles par les brins courant. Cette baderne comporte 6 anses latérales et 1 anse à chaque extrémité soit 8 en tout. Tout nouveau croisement d'anses ajoute 6 anses latérales. On peut voir qu'il y a dans la partie rectangulaire de la baderne un nombre de 6 croisements. |
|  | Le nœud prolongé est une autre baderne très connue. Plus longue d'une paire d'anses que l'océane, elle est réalisée de la même manière mais à partir d'un nœud de carrick et non d'un nœud simple. Cette baderne comporte 8 anses latérales et 1 anse à chaque extrémité soit 10 en tout. Tout nouveau croisement d'anses ajoute 6 anses latérales. On peut voir qu'il y a dans la partie rectangulaire de la baderne un nombre de 6 croisements, ce qui fait de ce nouage un membre de la même famille que l'océane. |
|  | Baderne élargie. Elle suit les mêmes principes de construction que les badernes classiques à ceci près qu'on ne peut pas les développer par extension comme c'est le cas pour l'Océan et le Prolongé d'après Clifford Ashley. Cette baderne comporte un empilement de 4 niveaux d'anses aux extrémités (contre 2 niveaux pour l'océane et le nœud prolongé) et 4 anses latérales soit 16 anses en tout. On peut voir qu'il y a dans la partie rectangulaire de la baderne un nombre de 14 croisements, ce qui fait de ce nouage une version élargie 2 fois de la baderne océane (chaque élargissement introduisant 4 nouveaux croisements dans la partie rectangulaire de la baderne). |
|  | Le tressage est une technique très ancienne qui peut se pratiquer à plat ou en volume suivant l'objectif recherché. Il n'y a pas de limite au nombre de brins que l'on peut assembler par tressage. La tresse a une largeur fixe qui dépend du nombre de brins mais peut s'étendre aussi longtemps qu'on le souhaite. Le tressage permet de réaliser toutes sortes de nouages plats tels que des ceintures, sangles, bracelets, chemin de table... |

### Cercles et ovales
Il existe de nombreux types de nouage plats circulaires ou ovales. Ces nouages se basent généralement sur un nœud de base qui est refermé sur lui-même ou enchaîné plusieurs fois pour obtenir la dimension voulue.
|  | Le nœud de carrick peut être réalisé avec un seul brin et refermé sur lui-même. Réalisé à plat, il permet de construire un nouage plat circulaire basique. Il peut également être mis en volume (cylindre) pour former le bonnet turc 3 parts 4 anses. |
|  | Nouage plat construit sur la base d'un ensemble de demi-clés entrelacées verrouillées par un motif en forme de 8. Ces paillets sont référencés #2269, #2270 et #2271 dans l'Ashley Book of Knots. L'exemple ci-contre est la version basique à une demi-clé. |
|  | Membre de la famille des paillets à demi-clés (5 dans l'exemple ci-contre). Plus le nombre de demi-clés est important, plus le nouage s'ovalise. La construction du verrouillage (sorte de 8) sera inversée sur les nombres de demi-clés impairs par rapport aux pairs. Mais la technique reste strictement identique. |
|  | Le nœud de piton est un nouage plat qui présente la particularité de contenir 2 fois moins d'anses internes qu'externes ce qui donne l'impression qu'il est fermé, mais si on augmente le nombre d'anses (6 en temps normal) on voit apparaître un trou comme pour la rosace. |
|  | L'entrelacs de Kringle (rosace) est un type de nouage plat basé sur une unité de base ressemblant à un bretzel. Le minimum d'unités est de 3. Au-delà, se forme un trou dont la dimension dépend du nombre d'unités de base utilisées. Comme le nœud de piton, l'entrelacs de Kringle crée 2 fois moins d'anses au centre qu'à l'extérieur. Ceci est dû à la forme de l'unité de base qui présente une anse d'un côté et 2 à l'opposé. |
|  | Les bonnets turcs peuvent être réalisés à plat pour former des nouages plats. Un vide apparaît toujours au centre (sauf quand le nombre d'anses est réduit comme dans le cas du bonnet turc 3 parts 4 anses). Dans l'exemple ci-contre, on a un bonnet turc 3 parts 10 anses. |

### Rectangles
Il n'est pas possible de faire de nouages plats carrés monobrin. Un décalage est obligatoire pour permettre la construction d'une route. L'introduction d'autres brins permet de débloquer la situation en assemblant 2 rectangles aux mêmes proportions imbriqués. L'interconnexion permet de créer un carré. Dans le cadre de cet article, on se concentre sur les nouages monobrins.
|  | Paillet rectangulaire à 4 anses par 5. Le décalage de une anse est le minimum nécessaire pour construire ce type de paillet. Ces nouages sont souvent utilisés comme paillassons, dessous de table. |

### Autres formes
L'imagination des noueurs est vaste et nombre de nouages plats aux formes étranges sont disponibles. Dans cet article, le nombre d'exemples sera limité.
|  | La baderne triangulaire est une forme particulière de nouage plat de la famille des badernes. |